# Płoty
Pour les articles homonymes, voir Płoty.
Płoty ['pwɔtɨ]  (en allemand : Plathe) est une ville de la voïvodie de Poméranie-Occidentale, dans le nord-ouest de la Pologne.  
Elle est le siège de la gmina de Płoty, dans le powiat de Gryfice.

## Histoire
De 1818 à 1945, Plathe fait partie de l'arrondissement de Regenwalde (de) dans le district de Stettin au sein de la province de Poméranie.

## Personnalités liées à la ville
- Marie von Thadden-Trieglaff